# Pseudotryssaturus dictydermis
Pseudotryssaturus dictydermis är en kvalsterart som beskrevs av Cook 1983. Pseudotryssaturus dictydermis ingår i släktet Pseudotryssaturus och familjen Aturidae. Inga underarter finns listade i Catalogue of Life.